# Xã Upper, Quận Lawrence, Ohio
Xã Upper (tiếng Anh: Upper Township) là một xã thuộc quận Lawrence, tiểu bang Ohio, Hoa Kỳ. Năm 2010, dân số của xã này là 15.418 người.